# Bundet mandat
Den normale mandat er ubundet – dvs. at repræsentanten vælges uden tilbagekaldelsesret. 
Mens en bundet mandat repræsentant er forpligtet til at føre en bestemt politik.
| Politik | Spire Denne artikel om politik og ideologi er en spire som bør udbygges. Du er velkommen til at hjælpe Wikipedia ved at udvide den. |